# Paul Bellón
Paul Bellón Saracho (Guadalajara, Jalisco, México, 4 de junio de 1997) es un futbolista mexicano que se desempeña en la demarcación de defensa en el Club León de la Primera División de México.

## Trayectoria

### Leones Negros de la UdeG
Debutó, profesionalmente, en la derrota 2-0 del día 3 de marzo de 2015 de los Leones Negros de la UdeG ante el Club Tijuana, partido correspondiente a la Copa México.
Hizo su primera aparición en el Ascenso MX durante la victoria del 15 de septiembre de 2019 de los Leones Negros sobre el Celaya Fútbol Club.

### Club León
Llegó al Club León a mediados de 2022. Su primer partido como esmeralda fue el 3 de julio, encuentro que culminó en la victoria de 1-2 de la Fiera sobre el Club Atlético de San Luis.

## Vida personal
Es de ascendencia francesa.

## Estadísticas

### Clubes
Actualizado al último partido disputado el 24 de febrero de 2024.
| Club                              | Div.          | Temporada     | Liga  | Liga  | Copas nacionales | Copas nacionales | Copas internacionales | Copas internacionales | Total | Total |
| Club                              | Div.          | Temporada     | Part. | Goles | Part.            | Goles            | Part.                 | Goles                 | Part. | Goles |
| --------------------------------- | ------------- | ------------- | ----- | ----- | ---------------- | ---------------- | --------------------- | --------------------- | ----- | ----- |
| Leones Negros de la UdeG · México | 2.ª           | 2014-15       | 0     | 0     | 1                | 0                | ―                     | ―                     | 1     | 0     |
| Leones Negros de la UdeG · México | 2.ª           | 2017-18       | 0     | 0     | 2                | 0                | ―                     | ―                     | 2     | 0     |
| Leones Negros de la UdeG · México | 2.ª           | 2019-20       | 8     | 0     | 1                | 0                | ―                     | ―                     | 9     | 0     |
| Leones Negros de la UdeG · México | 2.ª           | 2020-21       | 23    | 0     | ―                | ―                | ―                     | ―                     | 23    | 0     |
| Leones Negros de la UdeG · México | 2.ª           | 2021-22       | 34    | 2     | ―                | ―                | ―                     | ―                     | 34    | 2     |
| Leones Negros de la UdeG · México | 2.ª           | 2022-23       | 1     | 0     | ―                | ―                | ―                     | ―                     | 1     | 0     |
| Leones Negros de la UdeG · México | Total club    | Total club    | 66    | 2     | 4                | 0                | 0                     | 0                     | 70    | 2     |
| Club León · México                | 1.ª           | 2022-23       | 26    | 2     | —                | —                | 5                     | 0                     | 31    | 2     |
| Club León · México                | 1.ª           | 2023-24       | 11    | 2     | —                | —                | 1                     | 0                     | 12    | 2     |
| Club León · México                | Total club    | Total club    | 37    | 4     | 0                | 0                | 6                     | 0                     | 43    | 4     |
| Total carrera                     | Total carrera | Total carrera | 103   | 6     | 4                | 0                | 6                     | 0                     | 113   | 6     |

## Palmarés

### Títulos internacionales
| Título                           | Club      | País     | Año  |
| -------------------------------- | --------- | -------- | ---- |
| Liga de Campeones de la Concacaf | Club León | Concacaf | 2023 |